# Горозия, Георгий Северянович
Георгий Северянович Горозия (груз. გიორგი გოროზია; 26 марта 1995, Самара) — грузинский и российский футболист, полузащитник.

## Биография

### Клубная карьера
Начинал игровую карьеру в тбилисском «Локомотиве», в составе которого выступал в первой лиге Грузии. В первой части сезона 2013/14 был отдан в аренду в клуб высшей лиги «Торпедо» Кутаиси, за который сыграл 14 матчей в чемпионате и ещё два в отборочной стадии Лиги Европы.
Летом 2014 года подписал контракт с норвежским клубом «Стабек», где за два с половиной сезона провёл 53 матча и забил 4 гола в чемпионате Норвегии, а также дважды доходил до полуфинала Кубка Норвегии. Во второй части сезона 2016/17 выступал за азербайджанскую «Зирю». Летом 2017 года ненадолго вернулся в тбилисский «Локомотив». Затем выступал за мальтийский «Хибернианс» и финский «РоПС». В 2019 году вновь вернулся в «Локомотив».
В феврале 2021 года Горозия подписал контракт с российским клубом «Динамо-Брянск».

### Карьера в сборной
Выступал за юношеские и молодёжную сборные Грузии. В составе сборной до 17 лет принимал участие в юношеском чемпионате Европы 2012, на котором сыграл во всех 4 матчах и дошёл до полуфинала.